# Rowe (Massachusetts)
Rowe – miasto w Stanach Zjednoczonych, w stanie Massachusetts, w hrabstwie Franklin.